# Mops thersites
Mops thersites é uma espécie de morcego da família Molossidae. Pode ser encontrada na Libéria, Serra Leoa, Guiné, Costa do Marfim, Gana, Nigéria, Camarões, Gabão, Congo, Guiné Equatorial, República Democrática do Congo, República Centro-africana, Uganda, Ruanda e Quênia.